# Curuçá (ort)
Curuçá är en ort i Brasilien.   Den ligger i kommunen Curuçá och delstaten Pará, i den nordöstra delen av landet, 1 700 km norr om huvudstaden Brasília. Curuçá ligger 15 meter över havet och antalet invånare är 10 843.
Terrängen runt Curuçá är mycket platt. Curuçá är det största samhället i trakten. 
I omgivningarna runt Curuçá växer i huvudsak städsegrön lövskog. Runt Curuçá är det ganska glesbefolkat, med 42 invånare per kvadratkilometer.